# Herguijuela de Ciudad Rodrigo
Herguijuela de Ciudad Rodrigo település Spanyolországban, Salamanca tartományban. Herguijuela de Ciudad Rodrigo La Encina, Martiago, El Sahugo és El Bodón községekkel határos. Lakosainak száma 69 fő (2024).

## Népesség
A település népessége az elmúlt években az alábbi módon változott:
| Lakosok száma | 133  | 143  | 122  | 109  | 96   | 84   | 78   | 78   | 69   | 69   |
|               | 2001 | 2004 | 2007 | 2009 | 2012 | 2014 | 2017 | 2019 | 2022 | 2024 |